# Hydroeciodes macgregori
Hydroeciodes macgregori är en fjärilsart som beskrevs av Beutelspacher 1984. Hydroeciodes macgregori ingår i släktet Hydroeciodes och familjen nattflyn. Inga underarter finns listade i Catalogue of Life.